# Borovná
Borovná település Csehországban, a Jihlavai járásban. Borovná Olší, Mrákotín, Horní Myslová, Krahulčí, Kostelní Myslová és Mysletice településekkel határos. Lakosainak száma 83 fő (2024. január 1.).

## Népesség
A település lakosságának változását az alábbi diagram mutatja:
| Lakosok száma | 173  | 215  | 202  | 139  | 112  | 89   | 74   | 81   | 82   | 83   |
|               | 1869 | 1890 | 1921 | 1950 | 1980 | 2001 | 2017 | 2019 | 2022 | 2024 |